# Dmitrij Torgovanov
Dmitrij Nikolajevitj Torgovanov (russisk: Дмитрий Николаевич Торгованов ; født 5. januar 1972 i Leningrad, Sovjetunionen) er en russisk håndboldspiller, der til dagligt spiller for den tyske Bundesligaklub HSV Hamburg, som han skiftede til i 2007. Han har spillet i tysk håndbold i over 10 år, blandt andet for SG Kronau-Östringen og Tusem Essen.

## Landshold
Torgovanov har spillet over 200 landskampe og scoret mere end 600 mål for det russiske landshold, og var blandt andet med til at vinde OL-guld i Sydney i 2000.

## Eksterne links
- Spillerinfo Arkiveret 27. september 2007 hos  Wayback Machine